# 藤ヶ谷十三塚
藤ヶ谷十三塚（ふじがやじゅうさんづか）は、千葉県柏市藤ケ谷にある十三塚。千葉県内で唯一、13基の塚全てが現存している十三塚である。

## 十三塚の概要
十三塚は、十三仏塚や十三人塚・十三経塚などさまざまな呼称があるが、13基の塚が横一列に等間隔に並んだ、中世から近世かけて造られた土木構造物の遺跡である。全国に300箇所以上あったとされ、仏教（十三仏）や民間信仰に基づく遺跡と考えられているが、築造の目的や築造の年代、宗教的・思想的な基盤については不明な点が多いと言う。
藤ヶ谷十三塚は、下総台地西部、手賀沼に注ぐ利根川水系の低地に面した舌状台地に立地し、13基の塚が整然と並んでいる。一般的な十三塚に見られる通り、中央の塚（親塚）が大きく、両側に6基ずつ小さい塚が並んでいる。
中央の親塚は直径約7.8メートル・高さ約1.5メートル、その前後の小塚12基は直径約2.5メートル・高さ0.2から0.5メートルで、約6メートル間隔で並んでおり、全長は約73メートルにおよぶ。
近代まで千葉県内の十三塚は22箇所確認されていたが、現在は10箇所程度となっている。その中で藤ヶ谷十三塚は県内で唯一13基全てが残る十三塚として貴重であり、千葉県指定史跡に指定されている。

## 参考図書
- 横浜市埋蔵文化財センター（編）「横浜の十三塚」『埋文よこはま』第42号、公益財団法人横浜市ふるさと歴史財団、2020年9月30日、1-8頁。